# Tagaküla (Võru)
Tagaküla (Võro: Tagakülä) is een plaats in de Estlandse gemeente Võru vald, provincie Võrumaa. De plaats heeft de status van dorp (Estisch: küla).

## Bevolking
De ontwikkeling van het aantal inwoners blijkt uit het volgende staatje:
| Jaar            | 2011 | 2017 | 2018 | 2019 | 2020 | 2021 |
| --------------- | ---- | ---- | ---- | ---- | ---- | ---- |
| Aantal inwoners | 103  | 102  | 101  | 103  | 103  | 93   |

## Ligging
Tagaküla ligt ongeveer 3 km ten westen van de vlek Parksepa. De noordgrens van het dorp is ook de grens tussen de provincies Võrumaa en Põlvamaa.
Het noordoostelijk deel van Tagaküla wordt Kungla genoemd. Hier staat een kulturhus.

## Geschiedenis
Tagaküla werd pas in 1923 afgesplitst van het buurdorp Raiste. Het dorp heette eerst Taga en vanaf 1937 Tagaküla. In 1977 werden de buurdorpen Kanamõtsa en Kiimariigi bij Tagaküla gevoegd.